# Élections européennes de 1989 au Danemark
Les élections européennes se sont déroulées le 15 juin 1989 au Danemark pour désigner les 16 députés européens au Parlement européen, pour la législature 1989-1994.

## Résultats
| Partis et coalitions | Partis et coalitions                          | Voix    | %    | Sièges | Groupe |
| -------------------- | --------------------------------------------- | ------- | ---- | ------ | ------ |
|                      | Social-démocratie                             | 417 076 | 23,3 | 4      | SOC    |
|                      | Mouvement populaire contre l'Union européenne | 338 953 | 18,9 | 4      | ARC    |
|                      | Parti libéral                                 | 297 565 | 16,6 | 3      | ADLE   |
|                      | Parti populaire conservateur                  | 238 760 | 13,3 | 2      | DE     |
|                      | Parti populaire socialiste                    | 162 902 | 9,1  | 1      | GUE    |
|                      | Démocrates du centre                          | 142 190 | 8,0  | 2      | PPE    |
|                      | Parti du progrès                              | 93 985  | 5,3  | 0      |        |
|                      | Parti social-libéral danois                   | 50 196  | 2,8  | 0      |        |
|                      | Chrétiens démocrates                          | 47 768  | 2,7  | 0      |        |